# Дискография Lil Yachty
Дискография американского рэпера Lil Yachty состоит из четырёх студийных альбомов, трёх микстейпов, десяти мини-альбомов и 31 сингла.

## Альбомы

### Студийные альбомы
| Название         | Детали | Высшая позиция в чартах | Высшая позиция в чартах | Высшая позиция в чартах | Высшая позиция в чартах | Высшая позиция в чартах | Высшая позиция в чартах | Высшая позиция в чартах |
| Название         | Детали | US                      | US R&B/ HH              | US Rap                  | AUS                     | CAN                     | NZ                      | UK                      |
| ---------------- | --- | ----------------------- | ----------------------- | ----------------------- | ----------------------- | ----------------------- | ----------------------- | ----------------------- |
| Teenage Emotions | - Выпущен: 26 мая 2017 - Лейблы: Quality Control, Capitol, Motown - Форматы: CD, Винил, стриминг, цифровая загрузка, кассета | 5                       | 4                       | 3                       | 62                      | 17                      | 37                      | 70                      |
| Lil Boat 2       | - Выпущен: 9 марта 2018 - Лейблы: Quality Control, Capitol, Motown - Форматы: Стриминг, цифровая загрузка                    | 2                       | 2                       | 2                       | 36                      | 7                       | 23                      | 44                      |
| Nuthin' 2 Prove  | - Выпущен: 19 октября 2018 - Лейблы: Quality Control, Capitol, Motown - Форматы: CD, винил, стриминг, цифровая загрузка      | 12                      | 9                       | 8                       | 62                      | 17                      | —                       | 81                      |
| Lil Boat 3       | - Выпущен: 29 мая 2020 - Лейблы: Quality Control, Motown - Форматы: CD, винил, стриминг, цифровая загрузка                   | 14                      | 11                      | 10                      | —                       | 21                      | —                       | —                       |

### Делюкс-альбомы
| Название     | Детали | Детали |
| ------------ | --- | ------ |
| Lil Boat 3.5 | - Выпущен: 26 ноября 2020 - Лейблы: Quality Control, Capitol, Motown - Форматы: Стриминг, цифровая загрузка |        |

### Микстейпы
| Название                                                                                 | Детали | Высшая позиция в чартах | Высшая позиция в чартах | Высшая позиция в чартах |
| Название                                                                                 | Детали | US                      | US R&B/ HH              | US Heat.                |
| ---------------------------------------------------------------------------------------- | --- | ----------------------- | ----------------------- | ----------------------- |
| Lil Boat                                                                                 | - Выпущен: 9 марта 2016 - Лейблы: Quality Control, Capitol, Motown - Форматы: CD, винил, цифровая загрузка  | 106                     | —                       | 12                      |
| Summer Songs 2                                                                           | - Выпущен: 20 июля 2016 - Лейблы: Quality Control, Capitol, Motown - Форматы: Цифровая загрузка             | 197                     | 44                      | 23                      |
| A-Team (совместно с Zaytoven и Lil Keed)                                                 | - Выпущен: 28 февраля 2020 - Лейблы: Familliar Territory - Форматы: Цифровая загрузка, стриминг             | —                       | —                       | —                       |
| Michigan Boy Boat                                                                        | - Выпущен: 23 апреля 2021 - Лейблы: Quality Control, Capitol, Motown - Форматы: Цифровая загрузка, стриминг | —                       | —                       | —                       |
| «—» обозначает запись, которая не попала в чарт или не была выпущена на этой территории. | |                         |                         |                         |

## Мини-альбомы
| Название                                                            | Детали |
| ------------------------------------------------------------------- | --- |
| Summer Songs                                                        | - Выпущен: 2015 - Лейбл: Вне лейбла - Формат: Цифровая загрузка                                              |
| Hey Honey Let’s Spend Wintertime On a Boat (совместно с Wintertime) | - Выпущен: 25 декабря 2015 - Лейбл: Вне лейбла - Формат: Цифровая загрузка                                   |
| Big Boat (совместно с 88rising)                                     | - Выпущен: 2 августа 2016 - Лейбл: Вне лейбла - Формат: Цифровая загрузка                                    |
| Lil Boat's Birthday Mix                                             | - Выпущен: 23 августа 2016 - Лейбл: Вне лейбла - Форматы: Цифровая загрузка, стриминг                        |
| The Lost Files (совместно с Digital Nas)                            | - Выпущен: 30 августа 2016 - Лейбл: Вне лейбла - Формат: Цифровая загрузка                                   |
| Birthday Mix 2.0                                                    | - Выпущен: 23 августа 2017 - Лейбл: Вне лейбла - Форматы: Цифровая загрузка, стриминг                        |
| Birthday Mix 3                                                      | - Выпущен: 23 августа 2018 - Лейбл: Вне лейбла                                                               |
| The Lost Files 2 (совместно с Digital Nas)                          | - Выпущен: 12 августа 2019 - Лейбл: Вне лейбла - Форматы: Цифровая загрузка, стриминг                        |
| Birthday Mix 4                                                      | - Выпущен: 23 августа 2019 - Лейбл: Вне лейбла - Форматы: Цифровая загрузка, стриминг                        |
| Birthday Mix 5                                                      | - Выпущен: 23 августа 2020 - Лейбл: Вне лейбла - Форматы: Цифровая загрузка, стриминг                        |
| Birthday Mix 6                                                      | - Выпущен: 23 августа 2021 - Лейблы: Quality Control, Capitol, Motown - Форматы: Цифровая загрузка, стриминг |

## Синглы

### В качестве ведущего исполнителя
| Название                                                                                 | Год  | Высшая позиция в чартах | Высшая позиция в чартах | Высшая позиция в чартах | Высшая позиция в чартах | Высшая позиция в чартах | Высшая позиция в чартах | Сертификация       | Альбом                      |
| Название                                                                                 | Год  | US                      | US R&B/ HH              | US Rap                  | CAN                     | NZ Hot                  | UK                      | Сертификация       | Альбом                      |
| ---------------------------------------------------------------------------------------- | ---- | ----------------------- | ----------------------- | ----------------------- | ----------------------- | ----------------------- | ----------------------- | ------------------ | --------------------------- |
| «One Night»                                                                              | 2016 | 49                      | 18                      | 13                      | —                       | —                       | —                       | - RIAA: платиновый | Lil Boat                    |
| «Minnesota» (при участии Quavo, Skippa Da Flippa и Young Thug)                           | 2016 | —                       | —                       | —                       | —                       | —                       | —                       | - RIAA: золотой    | Lil Boat                    |
| «Harley»                                                                                 | 2017 | —                       | —                       | —                       | —                       | —                       | —                       |                    | Teenage Emotions            |
| «Peek a Boo» (при участии Migos)                                                         | 2017 | 78                      | 33                      | 25                      | 73                      | —                       | —                       | - RIAA: золотой    | Teenage Emotions            |
| «Bring It Back»                                                                          | 2017 | —                       | —                       | —                       | —                       | —                       | —                       |                    | Teenage Emotions            |
| «X Men» (при участии Evander Griiim)                                                     | 2017 | —                       | —                       | —                       | —                       | —                       | —                       |                    | Teenage Emotions            |
| «Ice Tray» ( Quality Control совместно с Quavo и Lil Yachty)                             | 2017 | 74                      | 30                      | —                       | 67                      | —                       | —                       | - MC: золотой      | Control the Streets, Vol. 1 |
| «Who Want the Smoke?» (при участии Cardi B и Offset)                                     | 2018 | —                       | —                       | —                       | —                       | 22                      | —                       |                    | Nuthin' 2 Prove             |
| «Go Krazy, Go Stupid Freestyle»                                                          | 2019 | —                       | —                       | —                       | —                       | —                       | —                       |                    | Внеальбомный сингл          |
| «Hightop Shoes» (совместно с Lil Keed и Zaytoven)                                        | 2020 | —                       | —                       | —                       | —                       | —                       | —                       |                    | A-Team                      |
| «Oprah's Bank Account» (совместно с DaBaby и при участии Drake)                          | 2020 | 55                      | 32                      | 23                      | 38                      | 3                       | 54                      |                    | Lil Boat 3                  |
| «Split/Whole Time»                                                                       | 2020 | —                       | 49                      | —                       | —                       | 30                      | —                       |                    | Lil Boat 3                  |
| «Not Regular» (совместно с Sada Baby)                                                    | 2020 | —                       | —                       | —                       | —                       | —                       | —                       |                    | Внеальбомные синглы         |
| «Hit Bout It» (при участии Kodak Black)                                                  | 2021 | 67                      | 25                      | 19                      | —                       | —                       | —                       |                    | Внеальбомные синглы         |
| «Humble» (совместно с Diplo)                                                             | 2022 | —                       | —                       | —                       | —                       | —                       | —                       |                    | Diplo                       |
| «Poland»                                                                                 | 2022 | 65                      | 18                      | 12                      | 52                      | 5                       | —                       |                    | Внеальбомный сингл          |
| «—» обозначает запись, которая не попала в чарт или не была выпущена на этой территории. |      |                         |                         |                         |                         |                         |                         |                    |                             |

### В качестве приглашённого исполнителя
| «Broccoli» (DRAM при участии Lil Yachty)                                                 | 2016 | 5  | 1  | 1 | 61 | 23 | 80 | 60 | 93 | 13 | - RIAA: 7 × платиновый - BPI: серебряный - MC: платиновый                     | Big Baby D.R.A.M.       |
| «1500» (TheGoodPerry при участии Lil Yachty)                                             | 2016 | —  | —  | — | —  | —  | —  | —  | —  | —  |                                                                               | Burberry Perry          |
| «Mase in '97» (Carnage при участии Lil Yachty)                                           | 2016 | —  | —  | — | —  | —  | —  | —  | —  | —  |                                                                               | Внеальбомный сингл      |
| «Nada» (Leaf при участии Lil Yachty)                                                     | 2016 | —  | —  | — | —  | —  | —  | —  | —  | —  |                                                                               | Внеальбомный сингл      |
| «Been Thru a Lot» (TM88 при участии Янг Тага и Lil Yachty)                               | 2016 | —  | —  | — | —  | —  | —  | —  | —  | —  |                                                                               | Внеальбомный сингл      |
| «After the Afterparty» (Charli XCX при участии Lil Yachty)                               | 2016 | —  | —  | — | 30 | —  | —  | —  | 29 | —  | - ARIA: золотой - BPI: серебряный                                             | Внеальбомный сингл      |
| «Dan Bilzerian» (T-Pain при участии Lil Yachty)                                          | 2016 | —  | —  | — | —  | —  | —  | —  | —  | —  |                                                                               | Внеальбомный сингл      |
| «iSpy» (Kyle при участии Lil Yachty)                                                     | 2016 | 4  | 3  | 1 | 33 | 14 | 92 | 79 | 33 | 7  | - RIAA: 6 × платиновый - ARIA: платиновый - BPI: Золотая - MC: 5 × платиновый | Light of Mine           |
| «From the D to the A» (Tee Grizzley при участии Lil Yachty)                              | 2017 | —  | 48 | — | —  | —  | —  | —  | —  | —  | - RIAA: 2 × платиновый                                                        | Внеальбомный сингл      |
| «Hip Hopper» (Blac Youngsta при участии Lil Yachty)                                      | 2017 | —  | —  | — | —  | —  | —  | —  | —  | —  | - RIAA: золотой                                                               | 2.23                    |
| «Marmalade» (Macklemore при участии Lil Yachty)                                          | 2017 | —  | 39 | — | 82 | 49 | —  | —  | —  | —  | - MC: платиновый                                                              | Gemini                  |
| «Faking It» (Calvin Harris при участии Kehlani и Lil Yachty)                             | 2017 | 94 | 38 | — | —  | 99 | —  | —  | 97 | —  |                                                                               | Funk Wav Bounces Vol. 1 |
| «Gucci Flip Flops» (Bhad Bhabie при участии Lil Yachty)                                  | 2018 | 79 | 39 | — | —  | 62 | —  | —  | —  | —  | - RIAA: платиновый                                                            | 15                      |
| «If You Were Mine» (Ocean Park Standoff при участии Lil Yachty)                          | 2018 | —  | —  | — | —  | —  | —  | —  | —  | —  |                                                                               | Summer Beach Vibes      |
| «Pretender» (Steve Aoki при участии Lil Yachty и AJR)                                    | 2018 | —  | —  | — | —  | —  | —  | —  | —  | —  |                                                                               | Neon Future III         |
| «Magic in the Hamptons» (Social House при участии Lil Yachty)                            | 2018 | —  | —  | — | —  | 91 | —  | —  | —  | —  |                                                                               | Внеальбомный сингл      |
| «Told Me» (Co Cash при участии Lil Yachty)                                               | 2019 | —  | —  | — | —  | —  | —  | —  | —  | —  |                                                                               | F.A.C.T.S.              |
| «Way More Fun» (Asher Roth при участии Lil Yachty)                                       | 2020 | —  | —  | — | —  | —  | —  | —  | —  | —  |                                                                               | Flowers on the Weekend  |
| «—» обозначает запись, которая не попала в чарт или не была выпущена на этой территории. |      |    |    |   |    |    |    |    |    |    |                                                                               |                         |

## Другие песни с чартов
| «Mixtape» (Chance the Rapper при участии Young Thug и Lil Yachty)                        | 2016 | —  | 48 | —  | —  | Coloring Book   |
| «Boom!» (при участии Ugly God)                                                           | 2018 | 88 | 43 | —  | —  | Lil Boat 2      |
| «Oops» (при участии 2 Chainz и K Supreme)                                                | 2018 | —  | —  | —  | —  | Lil Boat 2      |
| «Talk to Me Nice» (при участии Quavo)                                                    | 2018 | —  | —  | —  | —  | Lil Boat 2      |
| «She Ready» (при участии PnB Rock)                                                       | 2018 | —  | —  | —  | —  | Lil Boat 2      |
| «NBA YoungBoat» (при участии YoungBoy Never Broke Again)                                 | 2018 | 63 | 31 | —  | —  | Lil Boat 2      |
| «Mickey» (при участии Offset и Lil Baby)                                                 | 2018 | —  | —  | 79 | —  | Lil Boat 2      |
| «Baby Daddy» (при участии Lil Pump и Offset)                                             | 2018 | —  | —  | —  | —  | Lil Boat 2      |
| «66» (при участии Trippie Redd)                                                          | 2018 | 73 | 36 | 74 | —  | Lil Boat 2      |
| «Get Dripped» (при участии Playboi Carti)                                                | 2018 | 98 | 49 | —  | 33 | Nuthin' 2 Prove |
| «Yacht Club» (при участии Juice Wrld)                                                    | 2018 | 91 | 46 | 94 | 26 | Nuthin' 2 Prove |
| «T.D» (совместно с Tierra Whack и при участии ASAP Rocky и Tyler, the Creator)           | 2020 | 83 | 34 | —  | 11 | Lil Boat 3      |
| «—» обозначает запись, которая не попала в чарт или не была выпущена на этой территории. |      |    |    |    |    |                 |

## Гостевые участия
| Название          | Год  | Другие исполнители                                                                 | Альбом                                                        |
| ----------------- | ---- | ---------------------------------------------------------------------------------- | ------------------------------------------------------------- |
| «Rari»            | 2016 | Carnage, Famous Dex, Ugly God                                                      | Papi Gordo                                                    |
| «Hyenas»          | 2016 | Bankroll Mafia                                                                     | Bankroll Mafia                                                |
| «I’m Crazy»       | 2016 | Famous Dex, Rich the Kid                                                           | The Heartbreak Kid                                            |
| «Monte»           | 2016 | Post Malone                                                                        | August 26th                                                   |
| «Mixtape»         | 2016 | Chance the Rapper, Young Thug                                                      | Coloring Book                                                 |
| «Beautiful Day»   | 2016 | TheGoodPerry, Kylie Jenner, Justine Skye, Jordyn Woods                             | Burberry Perry                                                |
| «Truck Loads»     | 2016 | Offset                                                                             | Streets on Lock 3                                             |
| «All Day»         | 2016 | Chocolate Droppa, PnB Rock                                                         | Kevin Hart: What Now? (The Mixtape Presents Chocolate Droppa) |
| «I’ll Be Damned»  | 2016 | Hoodrich Pablo Juan, iLoveMakonnen                                                 | Внеальбомный сингл                                            |
| «Bachelor»        | 2016 | ASAP Mob, ASAP Rocky, MadeinTYO, Offset                                            | Cozy Tapes Vol. 1: Friends                                    |
| «Hasselhoff»      | 2017 | Mike Will Made It                                                                  | Ransom 2                                                      |
| «Bahamas»         | 2017 | ASAP Mob, ASAP Rocky, ASAP Ferg, ASAP Twelvyy, Key!, Schoolboy Q, Smooky Margielaa | Cozy Tapes Vol. 2: Too Cozy                                   |
| «Come On Now»     | 2017 | Chief Keef                                                                         | Dedication                                                    |
| «Guacamole»       | 2017 | Nessly                                                                             | Wildflower                                                    |
| «Do Not Disturb»  | 2018 | Smokepurpp, Murda Beatz, Offset                                                    | Bless Yo Trap                                                 |
| «Cold Hearted»    | 2018 | Renni Rucci                                                                        | ВНеальбомный сингл                                            |
| «Wop Remix»       | 2018 | Lil Keed                                                                           | Keed Talk to 'Em                                              |
| «Nostalgia»       | 2019 | Giggs                                                                              | Big Bad                                                       |
| «Hoemita»         | 2019 | Iggy Azalea                                                                        | In My Defense                                                 |
| «Accomplishments» | 2019 | Lil Keed, Zaytoven                                                                 | A-Team                                                        |
| «You Ain’t Safe»  | 2020 | Lil Keed, Lil Gotit, Zaytoven                                                      | A-Team                                                        |
| «Hightop Shoes»   | 2020 | Lil Keed, Zaytoven                                                                 | A-Team                                                        |
| «Toe Tag»         | 2020 | Lil Gotit, SG Kendall                                                              | Hood Baby 2                                                   |
| «Meditation 2»    | 2020 | Babyfather                                                                         | Roaches 2012 - 2019 (Super Deluxe)                            |
| «Way More Fun»    | 2020 | Asher Roth                                                                         | Flowers on the Weekend                                        |
| «Pretty Boy»      | 2020 | Joji                                                                               | Nectar                                                        |
| «E-ER»            | 2020 | DJ Scheme, Danny Towers и Ski Mask the Slump God                                   | FAMILY                                                        |
| «Rule #1»         | 2021 | DDG, OG Parker                                                                     | Die 4 Respect                                                 |
| «Ok Ok»           | 2021 | Kanye West, Rooga                                                                  | Donda                                                         |
| «Slime Them»      | 2022 | Fivio Foreign                                                                      | B.I.B.L.E.                                                    |

## Музыкальное видео
| Год  | Название             | Режиссёр                       |
| ---- | -------------------- | ------------------------------ |
| 2016 | «1 Night»            | Glassface and Rahil Ashruff    |
| 2016 | «Wanna Be Us»        | JMP and John Rawl              |
| 2016 | «Minnesota»          | RJ Sanchez and Brendan Vaughan |
| 2017 | «Shoot Out the Roof» | Sing Howe Yam                  |
| 2017 | «Peek a Boo»         | Millicient Hailes              |
| 2017 | «Bring It Back»      | Millicient Hailes              |
| 2017 | «Dirty Mouth»        | Daps                           |
| 2017 | «Forever Young»      | Alex Lill                      |
| 2018 | «Count Me In»        | Logan Triplett                 |
| 2018 | «Boom!»              | Glassface                      |